# Dendropsophus haraldschultzi
Espèce
Synonymes
- Hyla haraldschultzi Bokermann, 1962

Statut de conservation UICN

 LC  : Préoccupation mineure
Dendropsophus haraldschultzi est une espèce d'amphibiens de la famille des Hylidae.

## Répartition
Cette espèce se rencontre :
- dans l'est du Pérou dans les régions de Loreto, d'Ucayali et de Madre de Dios ;
- dans l'ouest du Brésil dans les bassins des rivières Solimões, Juruá et Purus ;
- dans l'extrême Sud de la Colombie dans le département d'Amazonas.

## Étymologie
Cette espèce nommée en l'honneur de l'ethnologue brésilien Harald Schultz (1909-1966).

## Publication originale
- Bokermann, 1962 : Cuatro nuevos hylidos del Brasil (Amphibia, Salientia, Hylidae). Neotropica, vol. 8, p. 81-91.